# 黒いんげん豆
黒いんげん豆（black turtle bean）は特にラテンアメリカ料理で人気のある、小さく、つやつやしたインゲンマメの一種で、ルイジアナ州南部のケイジャンおよびクレオール料理でも使われている。全ての種類のインゲンマメと同様に、黒いんげん豆もアメリカ州が原産だが、世界中に広がっている。黒いんげん豆はインド料理、タミル料理でも karuppu kaaramani として使用され、マハーラーシュトラ料理では Kala Ghevada として知られている。黒いんげん豆はしばしば単純に black bean （スペイン語では frijoles negros［黒豆］、zaragoza［サラゴザ］、judía negra［クロマメ］、poroto negro［黒いんげん豆］、caraota negra［黒いんげん豆］、habichuela negra［黒豆］、ポルトガル語では feijão preto［黒豆］）と呼ばれ、この呼び方が他の黒い豆との混乱を呼んでいる。

## 背景
黒いんげん豆は濃厚で、肉のような質感があり、フリホレス・ネグロスやメキシコ風アメリカ料理のブラック・ビーン・ブリトーなどのベジタリアン料理で人気がある。ブラジルのさまざまな地域でも非常に人気のある豆であり、国民食であるフェジョアーダに使われている。また、キューバの モロス・イ・クリスティアーノス（「ムーア人とキリスト教徒」の意）の主要な材料であり、コスタ・リカやニカラグアの代表的なガージョ・ピントの必須の材料であり、ベネズエラのパベジョン・クリオージョの基本的な部分であり、ラテンアメリカ全域や米国のヒスパニック系居住地でも供されている。ドミニカ共和国の料理では、単純に「黒いんげん豆のムーア人」と呼ばれるモロス・イ・クリスティアーノスの一種に使われている。黒いんげん豆はスープの材料としても人気がある。キューバではブラック・ビーン・スープは通常白米と共に供される伝統料理である。
この豆はが米国で最初に幅広く栽培されたのは米墨戦争（1846年～1848年）のあとだが、はじめはスナップエンドウの一種として鞘ごと食べるために育てられた。
この豆を茹でた熱湯の中に留め（黒く染まる）、味付けのためのほかの材料と共にスープ（「ソパ・ネグラ」［黒いスープ］や、「ソパ・デ・フリホレス」［豆のスープ］として知られる）としてや、ブロス（「カルド・デ・フリホル」［豆のブロス］）として食べたり、他の料理に味付けたり、色を添えるために使われる（例えば、前述の「ガージョ・ピント」）。
黒いんげん豆の試料からは、2006年に乾燥した種皮1グラム当たりに0～2.78 mgのアントシアニンを含むことが報告されている。